# Emil Petersen
Christian Ulrich Emil Petersen, född 12 april 1856 i Vejlby vid Middelfart, död 2 juli 1907, var en dansk kemist. 
Petersen deltog 1870–1871 som frivillig lärling i danska marinens färder, varefter han 1872 avlade inträdesexamen till Søofficersskolen. Han studerade där under två år, men övergav därefter sjöofficersbanan för att studera vid Polyteknisk Læreanstalt, där han 1879 avlade examen i tillämpad naturvetenskap; 1881 tog han studentexamen och blev 1888 filosofie doktor. Åren 1881–1882 var han assistent vid Polyteknisk Læreanstalts och 1885–1893 vid Köpenhamns universitets kemiska laboratorium. Från 1892 var han artilleriets kemiska konsulent. 
Petersen utvecklade under första hälften av 1880-talet en metod för framställning av vanadinsyra ur färskningsslagg från Tabergsgruvan i Sverige; genom detta arbete kom han in på studiet av vanadin, vilket resulterade i doktorsavhandlingen Vanadinet og dets nærmeste Analoger. Senare ägnade han sig åt fysikalisk kemi och publicerade en rad artiklar på detta område i Videnskabernas Selskabs skrifter och i "Zeitschrift für physikalische Chemie". Han blev 1900 medlem av Videnskabernes Selskab och 1 oktober 1901 professor i kemi vid Köpenhamns universitet, en befattning som han innehade till sin död.